# В'єнтьян
В'єнтья́н (лаос. ວຽງຈັນ, Viang chan, у перекладі «Місто сандалового дерева») — столиця держави Лаос, населення близько 820 940 жителів (2015) .

## Історія
Король Сеттхатхірат заснував В'єнтьян як столицю держави Лан Санг у 1560 році. Після падіння Лан Сангу в 1707 році В'єнтьян став незалежним королівством. У 1779 році В'єнтьян був зайнятий сіамським генералом Пхрая Чакрі й став васалом Сіаму.
Після невдалго повстання короля Анувонга 1827 року місто було розгромлене сіамською армією. У 1893 році місто перейшло у французьке володіння, а з 1899 року стало столицею французького протекторату Лаос у складі Французького Індокитаю. Під час Другої світової війни з 1941 по 1945 рік Лаос перебував під японським контролем (залишаючись формально французьким протекторатом). 
У 1946-1975 роках В'єнтьян був столицею королівства Лаос, яке 19 липня 1949 отримало незалежність в рамках Французького союзу, а 22 жовтня 1953 стало повністю незалежним від Франції. 23 серпня 1975 року, після завершення громадянської війни, прокомуністичний фронт Патет Лао зайняв місто. З 2 грудня 1975 року В'єнтьян є столицею Лаоської Народно-Демократичної Республіки.

## Архітектурні памя'тки
- Будда-парк
- Храм Хо Пха Кео
- Національний музей Лаосу
- Тріумфальна Арка Патусай
- Буддистська ступа Пха Тхатлуанг
- Тхат Дам
- Храм Ват Онг Теу Махавіхан
- Храм Ват Сімианг
- Храм Ват Сісакет
- Храм Ват Сок Палуанг

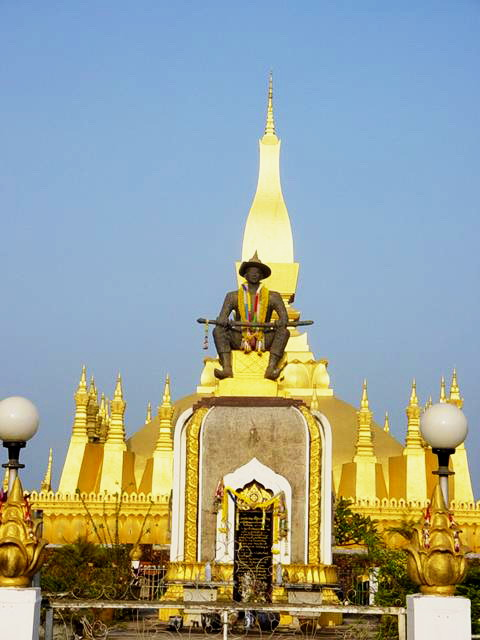
храм Пха Тхат Луанг у В'єнтьяні

У В'єнтьяні є мечеть, декілька церков, а також готелі, клуби і дискотеки.

## Навчальні заклади
- Лаоський Національний Університет

## Транспорт
Міст Дружби, побудований після 1990 через річку Меконг неподалік від міста, з'єднує В'єнтьян з таїландським містом Нонг Кхай. Планується також продовження залізниці з Таїланду в Лаос через цей міст.
В'єнтьян обслуговується міжнародним аеропортом Ват Тай, звідки літаки літають до В'єтнаму, Камбоджі, Таїланду та Китаю.

## Клімат
В'єнтьян знаходиться в зоні тропічного саванного клімату (Aw за класифікацією кліматів Кеппена). Сухий сезон у В'єнтьяні триває з листопада по березень. Квітень відзначаєть початок сезону дощів, який у В'єнтьяні триває близько семи місяців. У В'єнтьяні жарко і волого протягом усього року, але температура в місті, як правило, трохи нижча під час сухого сезону.
| Клімат В'єнтьяню                                                                        | Клімат В'єнтьяню | Клімат В'єнтьяню | Клімат В'єнтьяню | Клімат В'єнтьяню | Клімат В'єнтьяню | Клімат В'єнтьяню | Клімат В'єнтьяню | Клімат В'єнтьяню | Клімат В'єнтьяню | Клімат В'єнтьяню | Клімат В'єнтьяню | Клімат В'єнтьяню | Клімат В'єнтьяню |
| Показник                                                                                | Січ.             | Лют.             | Бер.             | Квіт.            | Трав.            | Черв.            | Лип.             | Серп.            | Вер.             | Жовт.            | Лист.            | Груд.            | Рік              |
| Абсолютний максимум, °C                                                                 | 35,6             | 37,8             | 40,0             | 41,1             | 38,9             | 37,8             | 36,1             | 37,2             | 38,9             | 38,9             | 34,4             | 33,4             | 41,1             |
| Середній максимум, °C                                                                   | 28,4             | 30,3             | 33,0             | 34,3             | 33,0             | 31,9             | 31,3             | 30,8             | 30,9             | 30,8             | 29,8             | 28,1             | 31,1             |
| Середній мінімум, °C                                                                    | 16,4             | 18,5             | 21,5             | 23,8             | 24,6             | 24,9             | 24,7             | 24,6             | 24,1             | 22,9             | 19,3             | 16,7             | 21,8             |
| Абсолютний мінімум, °C                                                                  | 0,0              | 7,6              | 12,1             | 17,1             | 20,0             | 21,1             | 21,2             | 21,1             | 21,2             | 12,9             | 8,9              | 5,0              | 0,0              |
| Середня кількість сонячних годин на місяць                                              | 254,4            | 214,3            | 216,8            | 226,3            | 207,1            | 152,9            | 148,6            | 137,1            | 137,7            | 247,7            | 234,3            | 257,5            | 2434,7           |
| Норма опадів, мм                                                                        | 7.5              | 13.0             | 33.7             | 84.9             | 245.8            | 279.8            | 272.3            | 334.6            | 297.3            | 78.0             | 11.1             | 2.5              | 1660.5           |
| Днів з опадами                                                                          | 1                | 2                | 4                | 8                | 15               | 18               | 20               | 21               | 17               | 9                | 2                | 1                | 118              |
| Вологість повітря, %                                                                    | 70               | 68               | 66               | 69               | 78               | 82               | 82               | 84               | 83               | 78               | 72               | 70               | 75               |
| --------------------------------------------------------------------------------------- | ---------------- | ---------------- | ---------------- | ---------------- | ---------------- | ---------------- | ---------------- | ---------------- | ---------------- | ---------------- | ---------------- | ---------------- | ---------------- |
| Джерело: World Meteorological Organization, Deutscher Wetterdienst (extremes 1907–1990) |                  |                  |                  |                  |                  |                  |                  |                  |                  |                  |                  |                  |                  |

## Галерея

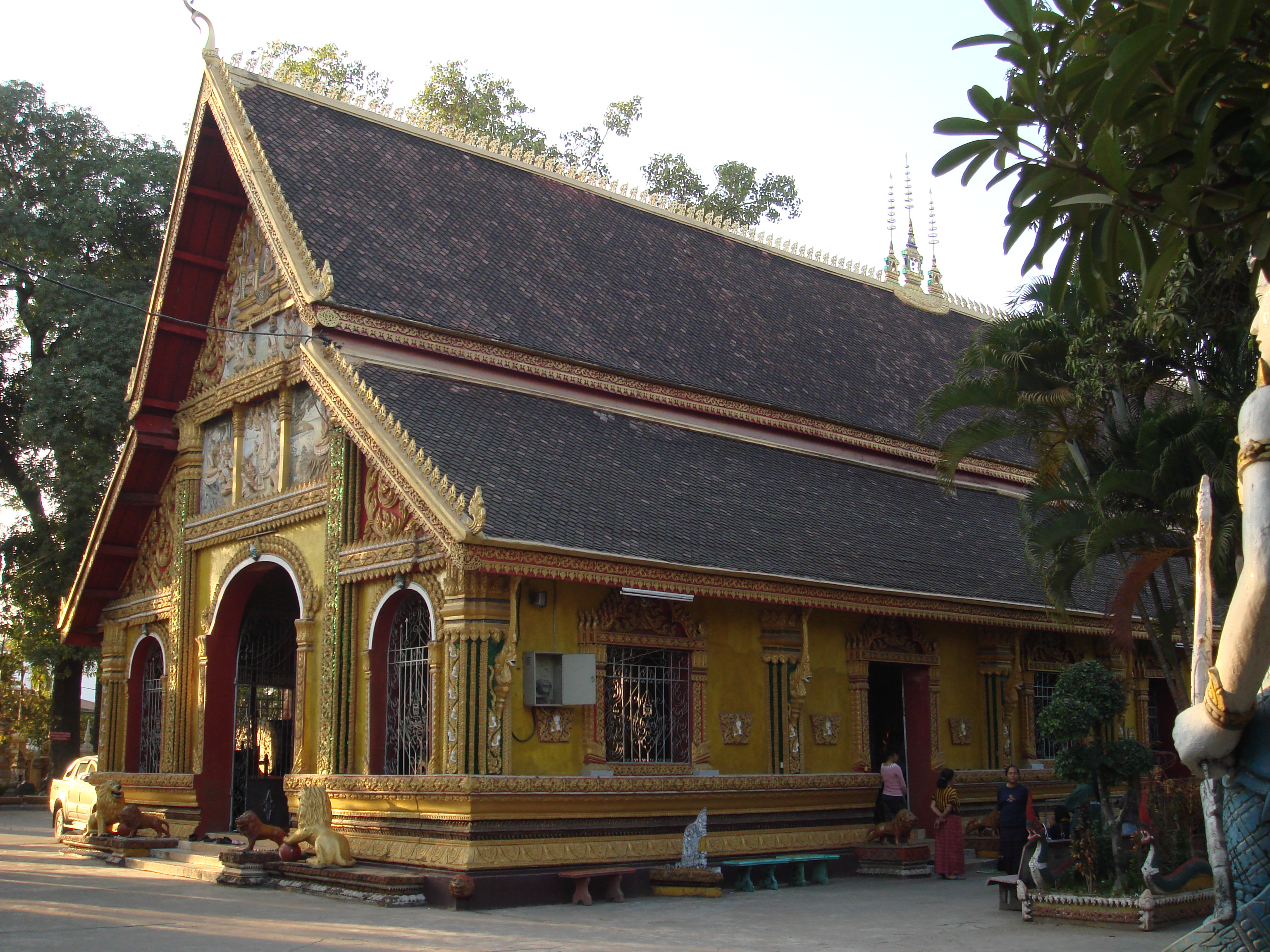
Храм Ват Сімианг
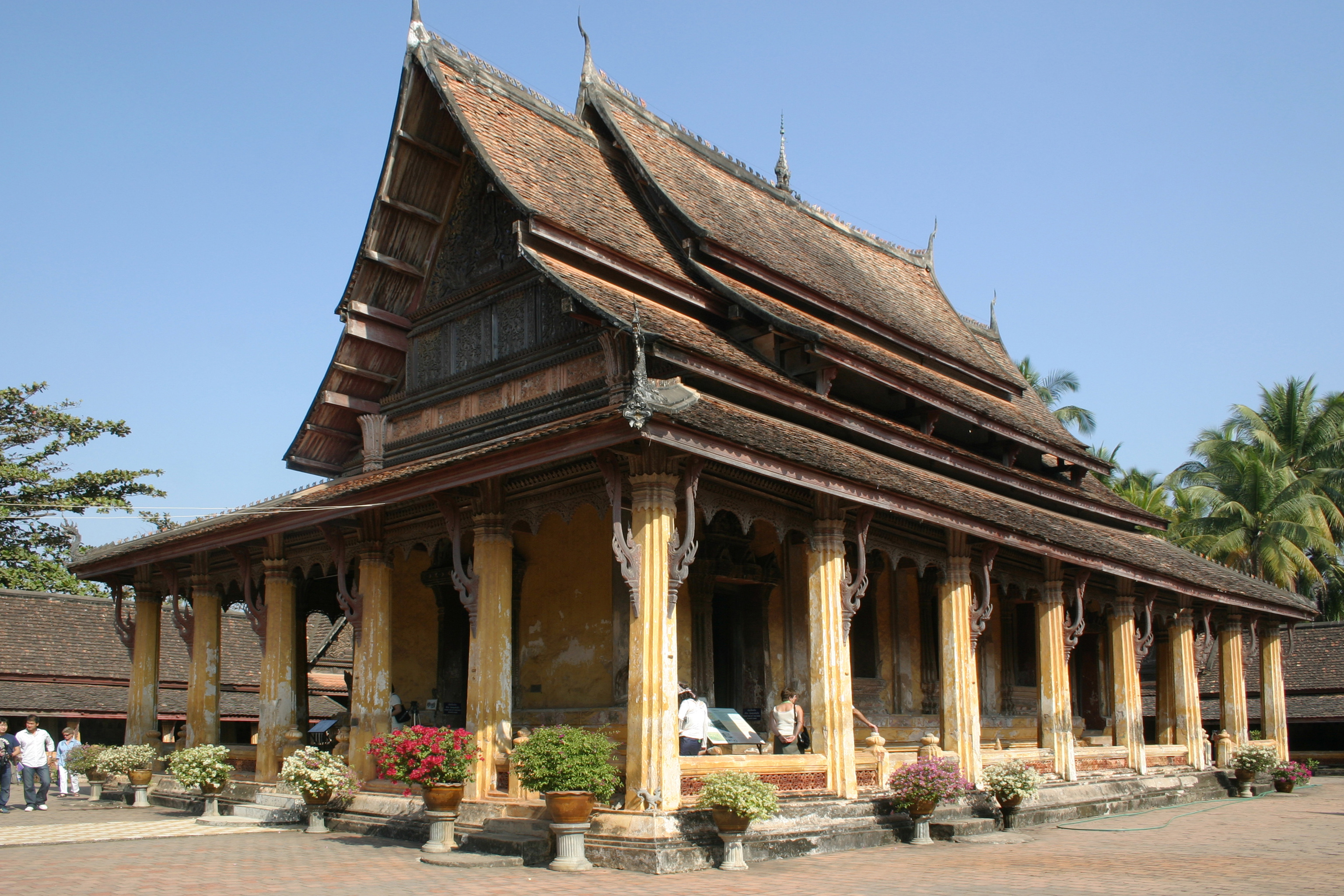
Храм Ват Сісакет
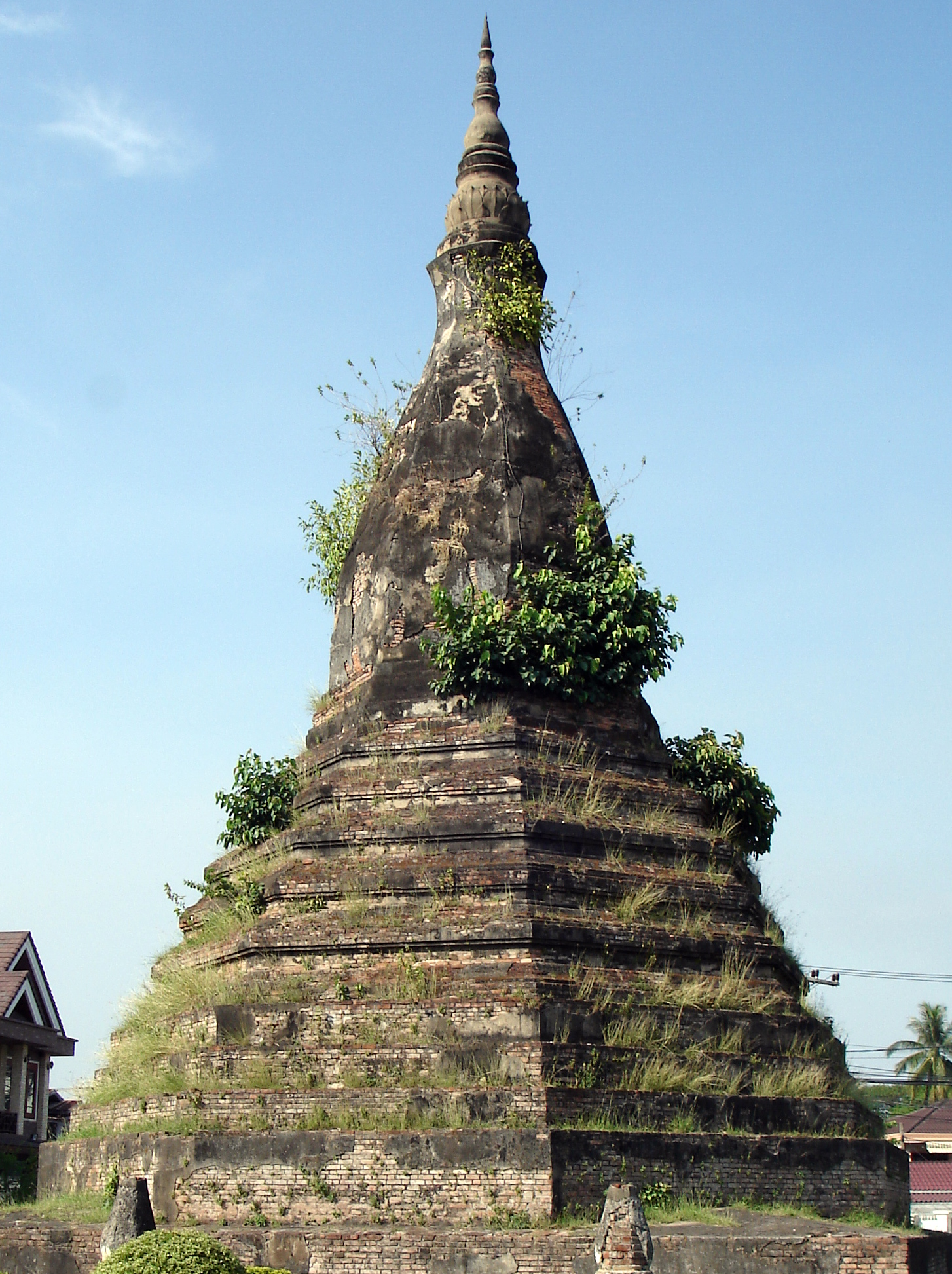
Тхат Дам
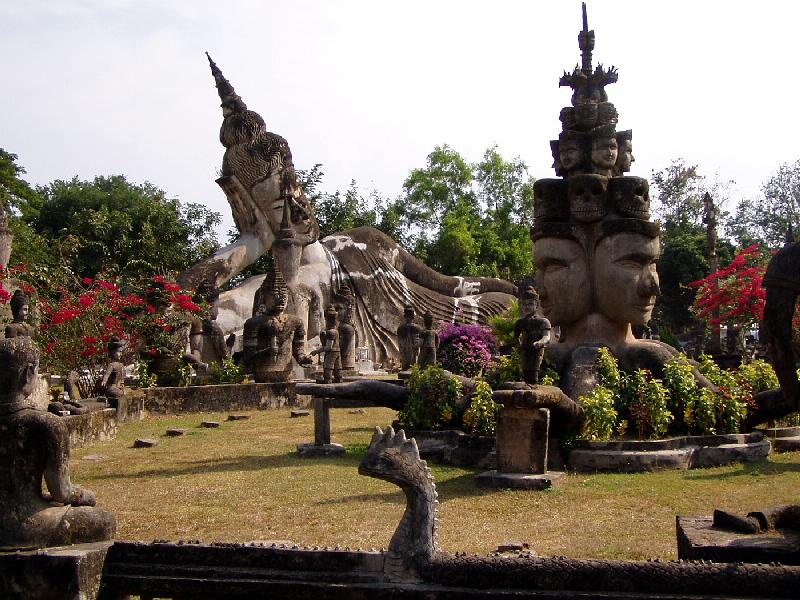
Будда-парк
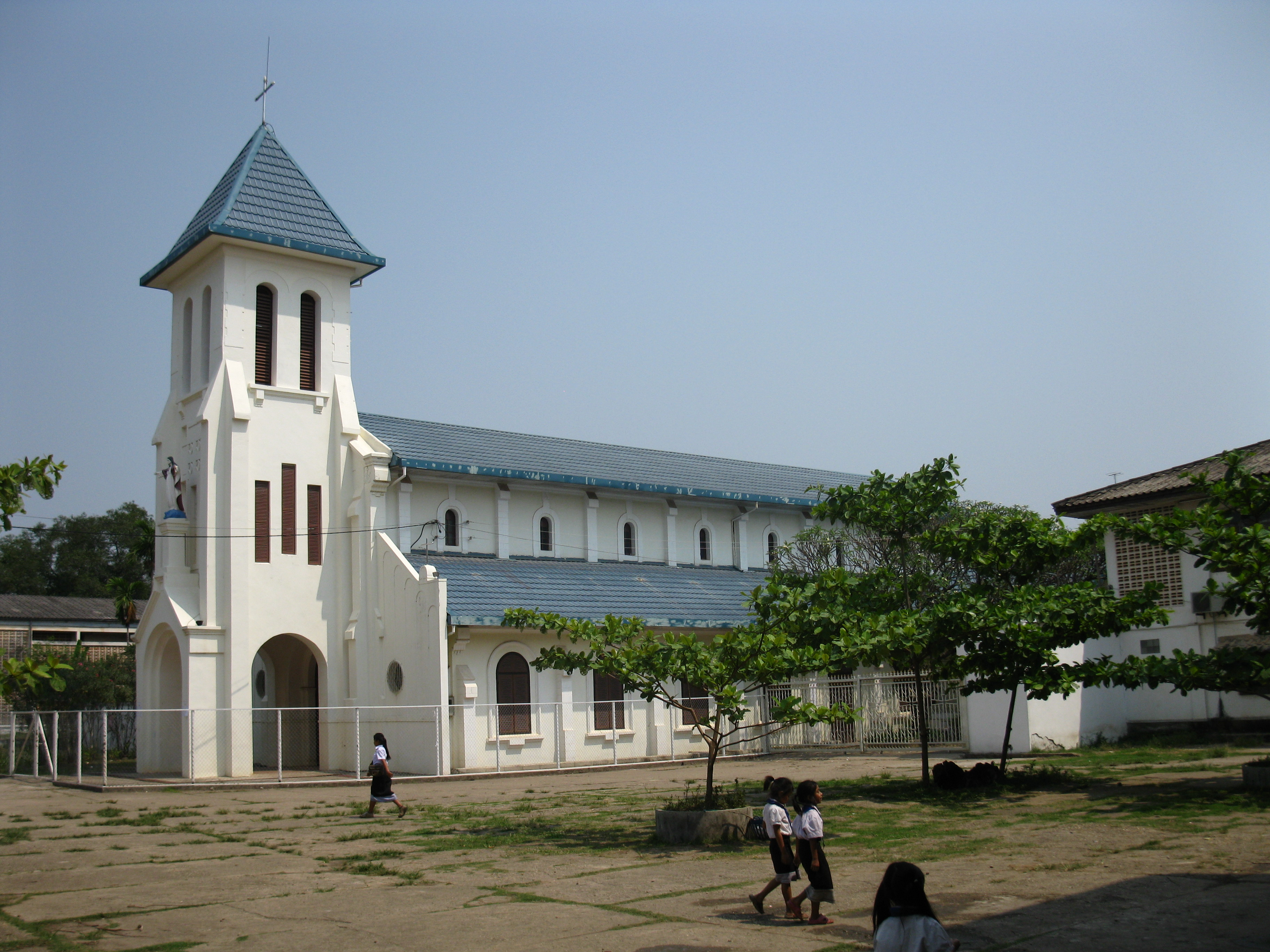
Католицька церква «Сакре-Кер»
Пам'ятник королю АнувонгуПам'ятник королю Анувонгу
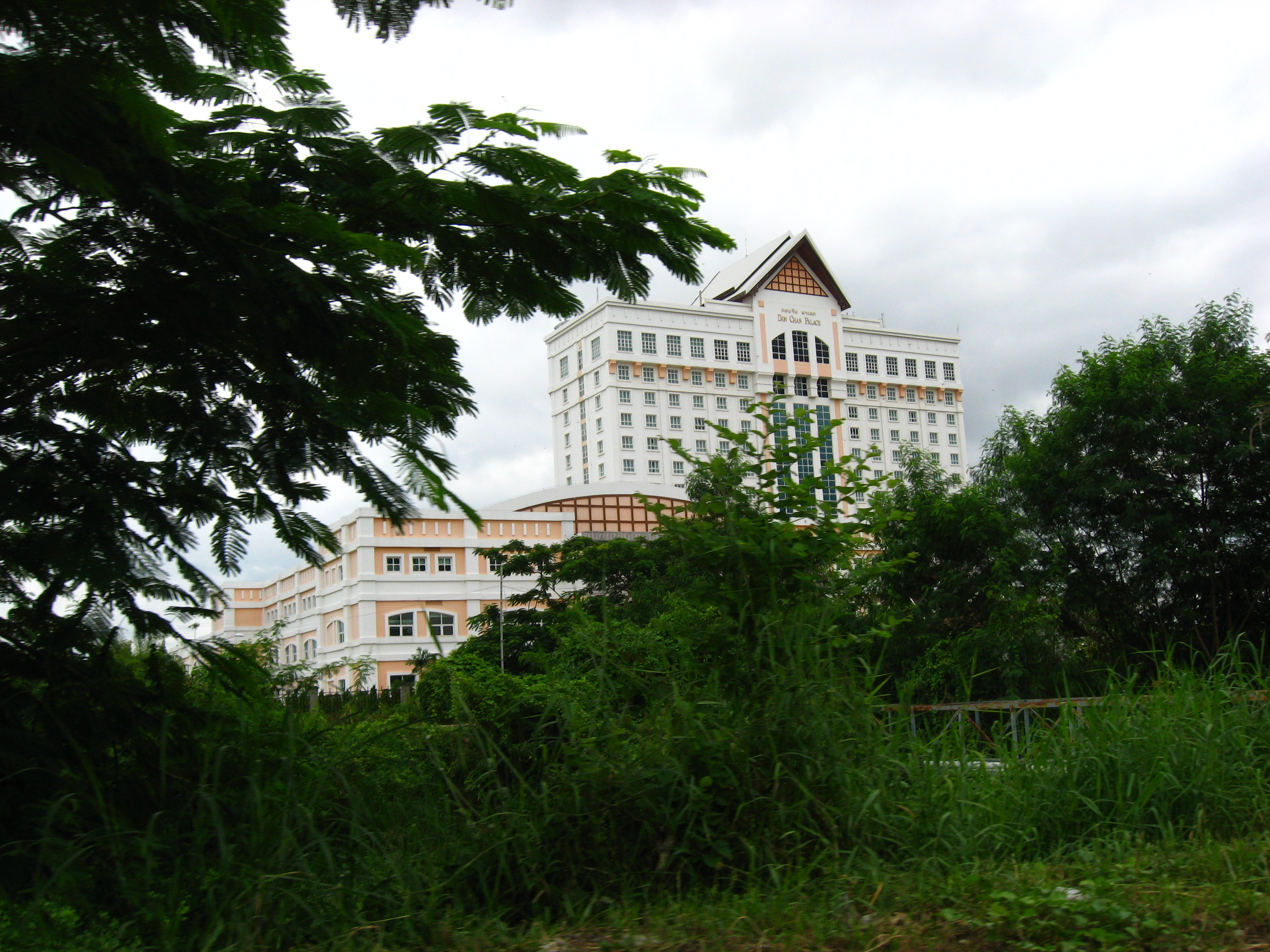
Готель «Дон Чан Палас»
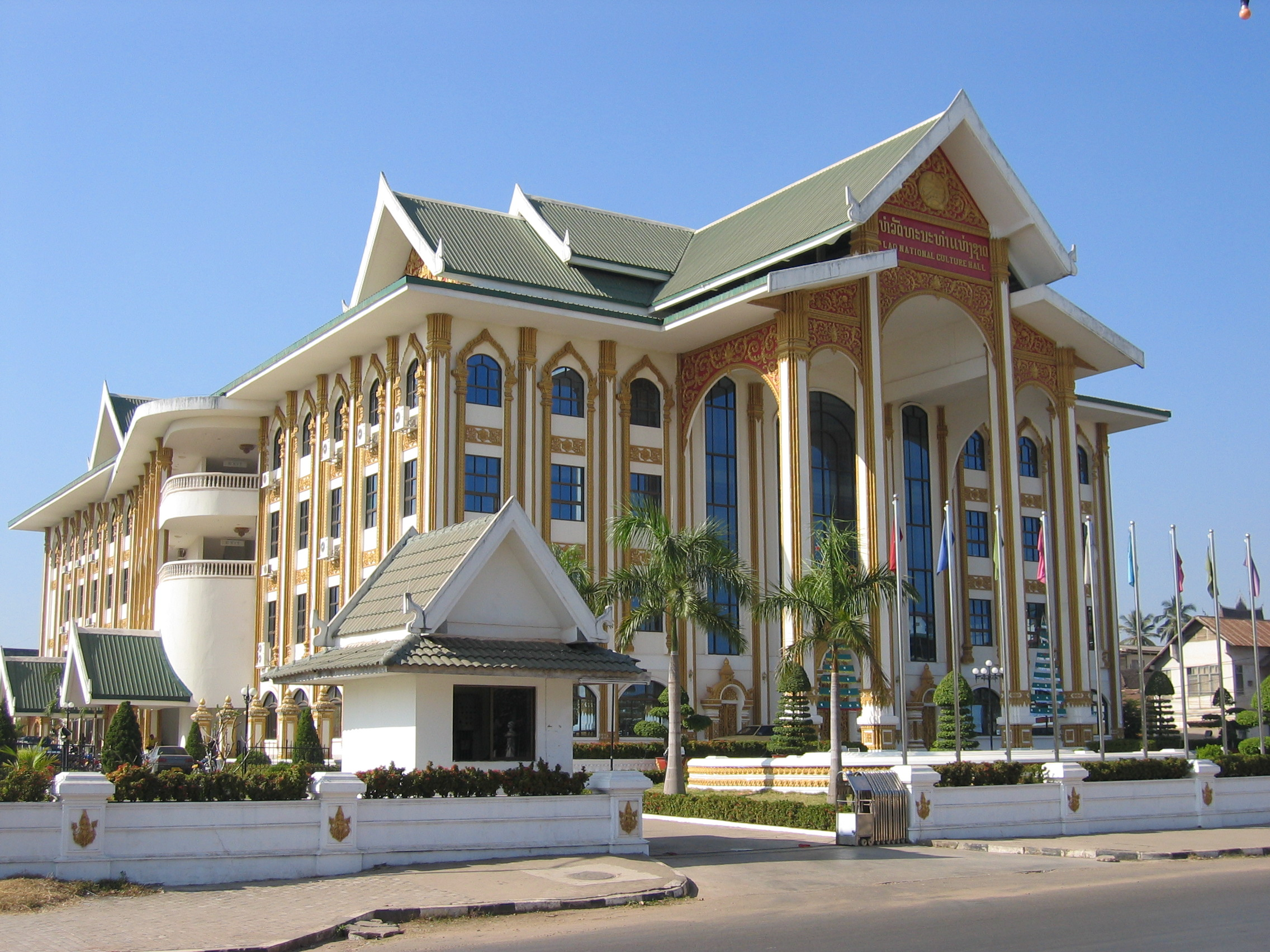
Лаоський національний культурний центр